# Wetton
Wetton is een civil parish in het bestuurlijke gebied Staffordshire Moorlands, in het Engelse graafschap Staffordshire.

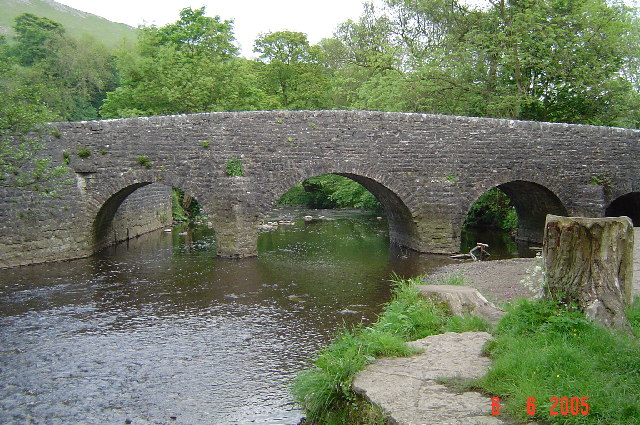
Wetton Mill Bridge
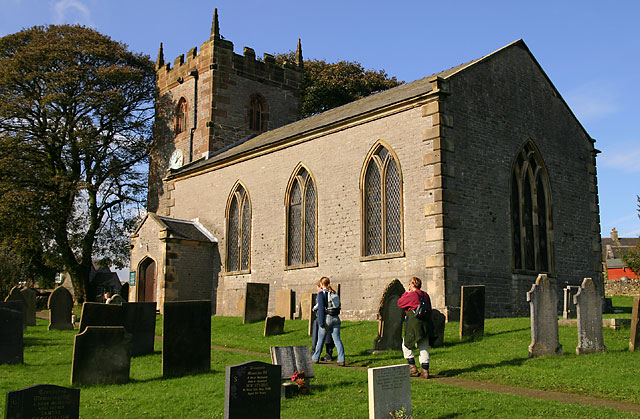
Kerk van St. Margaret